# Route nationale 531
Die N531 war von 1933 bis 1973 eine französische Nationalstraße, die zwischen Bourg-de-Péage und Grenoble verlief. Ihre Länge betrug 84 Kilometer. 1978 übernahm die N532 die Abschnitte zwischen Bourg-de-Péage und der Kreuzung mit der N532 westlich von Pont-en-Royans, sowie zwischen Sassenage und Fontaine.